# Kleerup
Andreas Kleerup er en svensk DJ og producer. Han udkom i 2008 med det selvbetitlede debutalbum "Kleerup".
Kleerup har som producer og musiker tidligere arbejdet sammen med en række andre svenske navne, og listen over gæstekunstnere på det kommende album er da også betragtelig, bl.a. optræder Marit Bergman, Lykke Li, Lisa Milberg (Concretes), Robyn og Titiyo, der i øvrigt er søster til endnu et par svenske eksportsucceser, Neneh Cherry og Eagle-Eye Cherry.
Kleerup blev for alvor et kendt navn uden for hjemlandet Sverige, da singlen ”With Every Heartbeat” blev udsendt i august 2007.
Nummeret var egentlig udsendt i Sverige som en forsmag på Kleerups kommende soloudspil, men pga. dets store succes, blev ”With Every Heartbeat” genudsendt uden for Sverige under den svenske sangerinde Robyns navn (Robyn With Kleerup) og desuden lagt på den internationale udgivelse af hendes debutalbum ”Robyn”.
”With Every Heartbeat” blev en stor succes i England, hvor det toppede hitlisterne og bl.a. blev udnævnt til "Record Of The Week" af flere radioværter på BBC’s Radio 1.
Nummeret opnåede desuden status af P3’s Uundgåelige i september 2007.